# Solaro, Korzika
Solaro je naselje in občina v francoskem departmaju Haute-Corse regije - otoka Korzika. Leta 1999 je naselje imelo 583 prebivalcev.

## Geografija
Kraj leži v vzhodnem delu otoka Korzike na robu naravnega regijskega parka Korzike, 109 km južno od središča Bastie.

## Uprava
Občina Solaro skupaj s sosednjimi občinami Chisa, Isolaccio-di-Fiumorbo, Prunelli-di-Fiumorbo, San-Gavino-di-Fiumorbo, Serra-di-Fiumorbo in Ventiseri sestavlja kanton Prunelli-di-Fiumorbo s sedežem v Prunelliju. Kanton je sestavni del okrožja Corte.
1. ↑  »Populations légales 2016«. Nacionalni inštitut za statistične in gospodarske raziskave. Pridobljeno 25. aprila 2019.